# Туул
 Тази статия е за реката в Монголия.  За американската рок група вижте Тул (група).  
Туул (Туул гол) (на монголски: Туул гол) е река в Централна и Северна Монголия, десен приток на река Орхон, десен приток на Селенга, вливаща се в езерото Байкал. С дължина 719 km и площ на водосборния басейн 49 840 km² река Туул води началото си на 2177 m н.в. от южния склон на хребета Хентийн Нуру, съставна част на планината Хентий. В горното течение протича в сравнително тясна планинска долина, а след столицата Улан Батор излиза от планините и тече през хълмисти равнини в широка долина, като се разделя на ръкави. В най-долното си течение пресича североизточните разклонения на планината Бургут, като образува красиви планински меандри. Влива се отдясно в река Орхон, десен приток на Селенга, на 778 m н.в. Основен приток е река Терелджийн гол (десен). Има предимно дъждовно подхранване, ниско пролетно пълноводие, обусловено от топенето на снеговете, чести летни прииждания в резултат от поройни дъждове във водосборния ѝ басейн и ясно изразено зимно маловодие. Среден годишен отток при град Улан Батор – 20 – 25 m³/s. Замръзва в края на октомври, а се размразява в средата на април. Водите ѝ се използват за напояване и водоснабдяване на град Улан Батор.